# Indy Lights 1993
Indy Lights 1993 vanns av Bryan Herta.

## Delsegrare
| Datum        | Bana          | Vinnare         |
| ------------ | ------------- | --------------- |
| 4 april      | Phoenix       | Sandy Brody     |
| 18 april     | Long Beach    | Steve Robertson |
| 6 juni       | Milwaukee     | Bryan Herta     |
| 13 juni      | Detroit       | Steve Robertson |
| 27 juni      | Portland      | Franck Fréon    |
| 11 juli      | Cleveland     | Bryan Herta     |
| 18 juli      | Toronto       | Bryan Herta     |
| 8 augusti    | New Hampshire | Steve Robertson |
| 29 augusti   | Vancouver     | Bryan Herta     |
| 12 september | Mid-Ohio      | Bryan Herta     |
| 19 september | Nazareth      | Bryan Herta     |
| 3 oktober    | Laguna Seca   | Bryan Herta     |

## Slutställning
| Plats | Förare          | Poäng |
| ----- | --------------- | ----- |
| 1     | Bryan Herta     | 213   |
| 2     | Franck Fréon    | 122   |
| 3     | Steve Robertson | 107   |
| 4     | Pedro Chaves    | 105   |
| 5     | Robbie Groff    | 103   |
| 6     | Nick Firestone  | 85    |
| 7     | Fredrik Ekblom  | 78    |
| 8     | Harald Huysman  | 68    |
| 9     | Greg Moore      | 64    |
| 10    | Sandy Brody     | 44    |
| 11    | Buzz Calkins    | 44    |
| 12    | Eddie Lawson    | 42    |